# Dødemosen
Dødemosen er en nu delvis udtørret mose syd for Øster Ulslev på Sydøstlolland. Navnet kan hentyde til de høstede tørvs dårlige kvalitet, eller til at mosens tørvemasse er opbrugt.[kilde mangler] Men til mosen er knyttet et sagn om nogle svenske landsknægte, der i 1660 druknede i mosen, fordi de var blevet ført på vildspor af lokale bønder. 
Historisk korrekt er det, at en troppeafdeling blev angrebet i Tyvemosen mellem Frejlev og Sløsserup ca. 8 km. nordøst for Dødemosen.[kilde mangler] Bønderne fratog soldaterne en del af deres udstyr, bl.a. regimentsfanen, som i dag opbevares på Stiftsmuseet Maribo. 
Dødemosesagnet handler måske om den samme træfning, eller måske de samme soldater.[kilde mangler]
Den regionale cykelrute 38 (Paradisruten) fører gennem Dødemosen.